# Sunburn
Sunburn — четвертий сингл британської альтернативного рок-гурту Muse з їх дебютного альбому Showbiz. Випущений на 7" разом із записом акустичного концертного виконання пісні і на подвійному CD із концертними версіями «Ashamed», «Uno», і «Yes Please». 

Якщо вірити Метту, була написана в студії за кілька днів. Але попри те, що ідея пісні подобалася групі, перший запис вийшла досить слабким. Тому Лекі змусив їх переписати гітарні партії на фортепіано, в такому вигляді пісня і увійшла до альбому.
Офіційно на пісню було випущено 3 ремікси:
- Sunburn (Timo Maas Sunstroke Mix)
- Sunburn (Timo Maas Breakz Again Remix)
- Sunburn (Steven McCreery Remix)

## Список композицій
Всі пісні написані Метью Белламі. 

7 "
1. «Sunburn» — 3:54
2. «Sunburn» (live acoustic version) — 4:15

CD1
1. «Sunburn» — 3:54
2. «Ashamed» — 3:47
3. «Sunburn» (live) — 3:49

CD2
1. «Sunburn» — 3:54
2. «Yes Please» — 3:06
3. «Uno» (live) — 3:49

Promo CD (MUSE 6)
1. «Sunburn» (radio edit) — 3:37

Remix promo 12 «(MUSE 7); German remix promo 12»
1. «Sunburn» (Timo Maas Sunstroke Remix) — 6:44
2. «Sunburn» (Timo Maas Breakz Again Mix) — 5:27
3. «Sunburn» (Steven McCreery Remix) — 7:49

Australian CD
1. «Sunburn» — 3:54
2. «Ashamed» — 3:47
3. «Yes Please» — 3:06
4. «Sunburn» (live) — 3:49

Benelux CD
1. «Sunburn» (radio edit) −3:37
2. «Ashamed» — 3:47
3. «Sunburn» live acoustic version) — 4:15
4. «Uno» (live) — 3:49